# Virgen de El Panecillo
La Virgen de El Panecillo, también conocida como Virgen de Quito por el nombre de la escultura en la que está inspirada, es un monumento de la ciudad de Quito D.M., en Ecuador. Está ubicada sobre la cima de la colina de El Panecillo, una peculiar elevación con forma de un pan pequeño que se encuentra emplazada en pleno centro de la urbe y sirve de telón de fondo al Centro Histórico.
Con sus 41 metros de altura, si se suma la base, es la estatua más alta de Ecuador y una de las más altas de Sudamérica, superando incluso al famoso Cristo Redentor de la ciudad de Río de Janeiro. Es además la escultura de aluminio más alta del planeta.

## Historia
Para introducirnos en la historia de este icono de la ciudad, debemos remontarnos al siglo XVIII, cuando la Escuela Quiteña era una de los semilleros de arte más importantes del continente. Docenas de artistas, especialmente de raza indígena o mestiza, se especializaban en los talleres de los conventos.
El padre Julio María Matovelle (1852-1929), motivó y promovió la construcción de esta escultura en honor a la Inmaculada Virgen María, en sus escritos nos cuenta el trabajo arduo que como legislador hizo que se aprobara dicha construcción, así como también la Basílica del Voto Nacional, y la Consagración del Ecuador a los Corazones de Jesús y de María. En la foto de la placa, se puede observar claramente de quién es la autoría, y el trabajo que han realizado los Padres Oblatos, y quienes siguen a cargo y custodia de dicho monumento. 

### Antecedentes
Bernardo de Legarda era uno de aquellos maestros mestizos que hicieron brillar el arte quiteño de la época. En 1732 fue contratado por los padres franciscanos, quienes deseaban una imagen de la virgen de la Inmaculada Concepción para uno de los retablos de las capillas laterales de la monumental Iglesia de San Francisco que regentaban en la ciudad de Quito. Poniéndose manos a la obra, tomó una pieza de madera de apenas 30 centímetros. La imagen tallada por Legarda tenía sus antecedentes en esculturas españolas del siglo XVII, pero en esa costumbre de los artistas quiteños de enriquecer y barroquizar todo, llenándolo de adornos que representaban la comunión de las culturas indígena y española, logró crear una Virgen que casi parecía moverse, graciosa, dinámica y a la vez serena. El detalle tan peculiar de las alas, que no se había visto en ninguna Virgen creada antes, obedecía al pensamiento de Legarda de que si no las ponía, sus santos no podrían llegar al cielo.

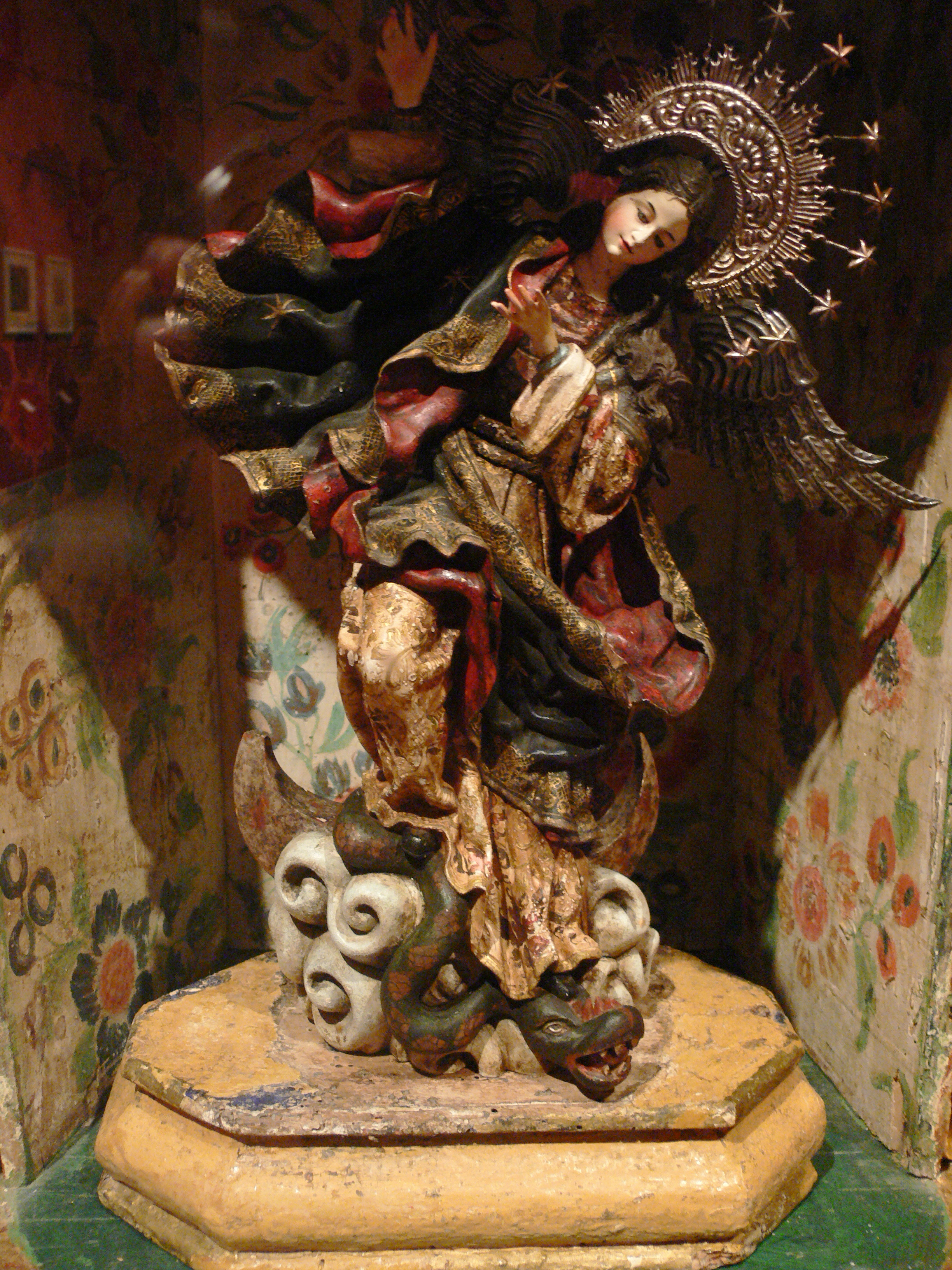
Virgen de Quito (s. XVIII) de Bernardo de Legarda. Madera policromada. Museo etnológico de Berlín.

La Virgen representaba la Inmaculada Concepción, como era lógico pues ese había sido su encargo; pero también representaba la asunción al cielo, detalle expresado con las alas; y también el triunfo de la iglesia sobre el pecado, representado por la serpiente que es aplastada por la Virgen con sus pies mientras la mantiene atada con una cadena.

### Construcción

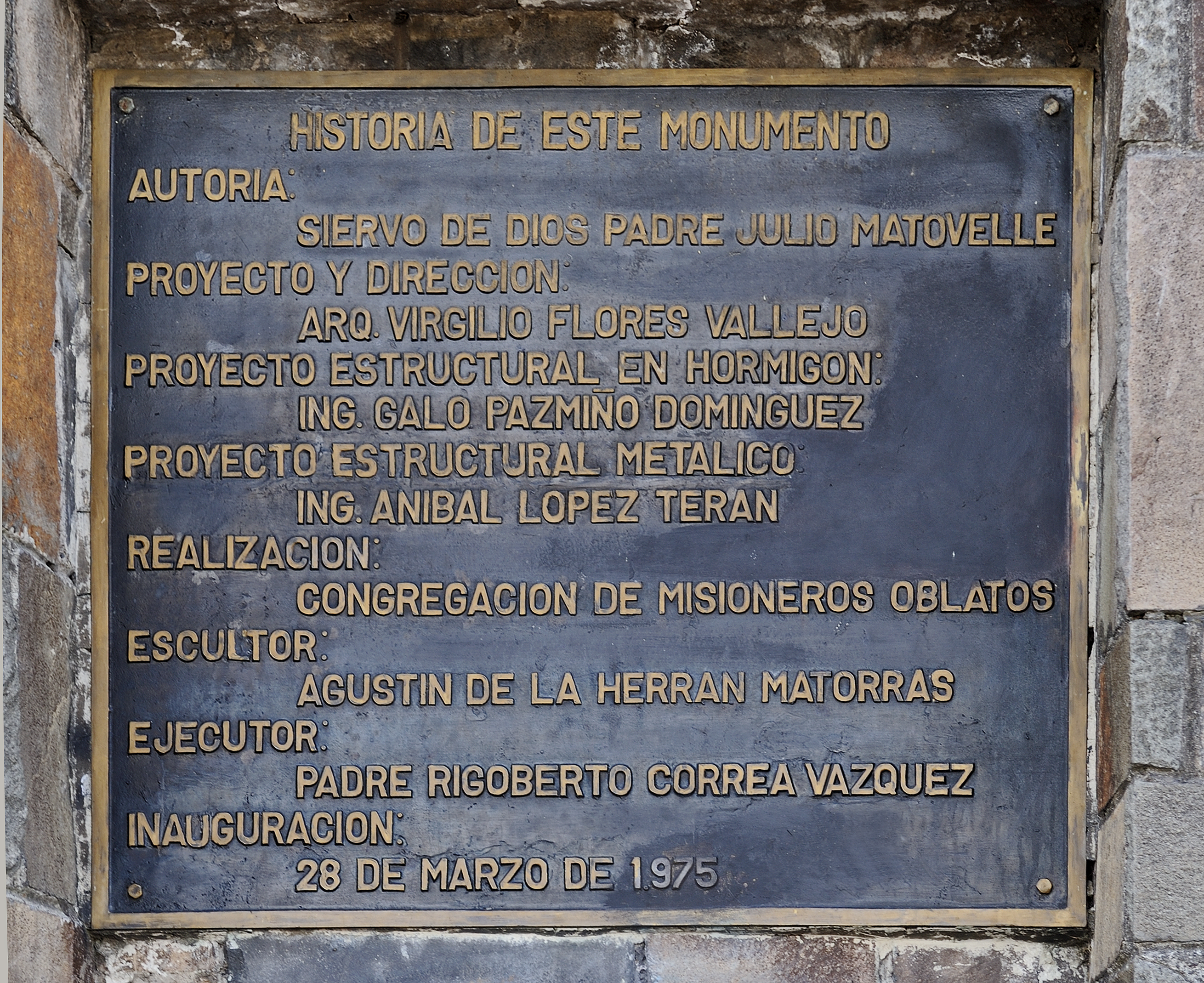
Placa ubicada en la entrada del monumento con los nombres de los promotores y diseñadores de la obra.

A pesar de que la idea de coronar la colina de El Panecillo con un monumento divisable desde toda la ciudad se había planteado desde la década de 1950, fue recién en 1969 que estos planes se concretaron. La comisión municipal designada para esta empresa escogió, tras meses de deliberación, a la Virgen de Legarda para ser representada allí y convertirse en un icono de Quito. Dicha elección correspondió a la importancia histórica de la pieza de arte frente a otras propuestas, menos representativas; además de que una escultura de connotación católica complementaría perfectamente la vista desde la Basílica del Voto Nacional, en cuya fachada se encuentra el Corazón de Jesús, abierto y sin vitrales, como una ventana hacia El Panecillo.
En 1971 se colocó la primera pieza del edificio base de hormigón sobre el que descansaría más tarde la estatua, tras muchos contratiempos económicos causados por el revestimiento de piedra volcánica que decidieron para su terminación, este se terminó en 1974. Se procedió entonces al ensamblaje de las 7400 piezas de aluminio que conformaban la estatua, que había sido diseñada y construida por el español Agustín de la Herrán Matorras en Madrid, para luego ser trasladada por barco hasta Ecuador.

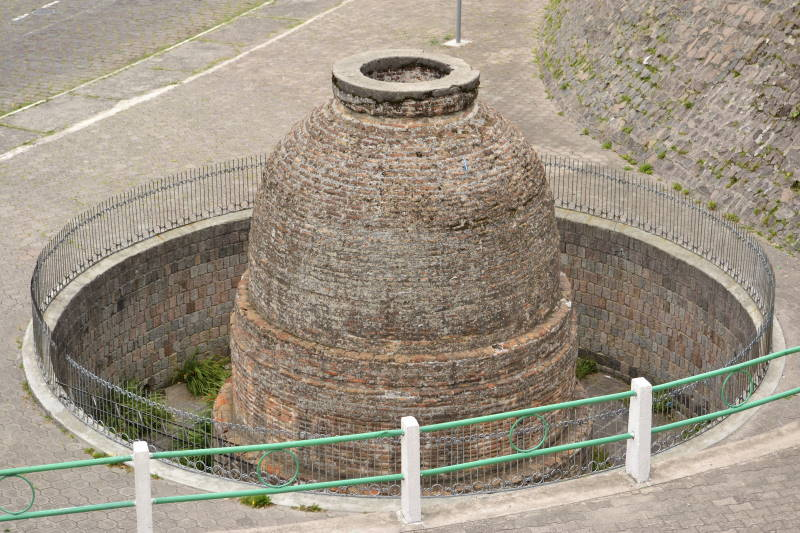
Olla del Panecillo

El ensamblaje de las más de 7 mil piezas fue toda una odisea, como armar un enorme rompecabezas, aunque al menos cada pieza estaba numerada tal como podemos apreciar hoy en día cuando entramos a la cápsula del globo terráqueo que conduce al mirador. Finalmente la escultura fue terminada un año después, el 28 de marzo de 1975.
Además de su nombre popular de Virgen de El Panecillo, el monumento es también conocido como Virgen de Quito, con el que es conocida por los expertos del mundo y también Virgen del Apocalipsis; este último basado en el parecido de la imagen con la representación de la mujer que aparece en el libro final de la Biblia católica, por lo que en la base de hormigón se encuentra una placa nombrada "La Mujer de la Apocalipsis (Cap 12)" escrita por el Padre Jesús Rigoberto Correa Vázquez, la cual dice: 

¿Quién es esta mujer, de sol vestida, reina, de doce estrellas coronada, portentosa señal, airosa, alada, que al firmamento se remonta erguida? ¿Quién es esta mujer engrandecida, que a sus plantas la luna ve postrada, mantiene a la serpiente encadenada y entre todas es la única escogida? Es María, la Virgen, la esperanza mostrada, en el edén, a cielo y tierra, en quien Dios se encarnó y entró en la historia. Es la Madre de Dios, flor de la alianza, la mujer fuerte que al infierno aterra, la esclava del Señor, la asunta a gloria.

## Cultura popular

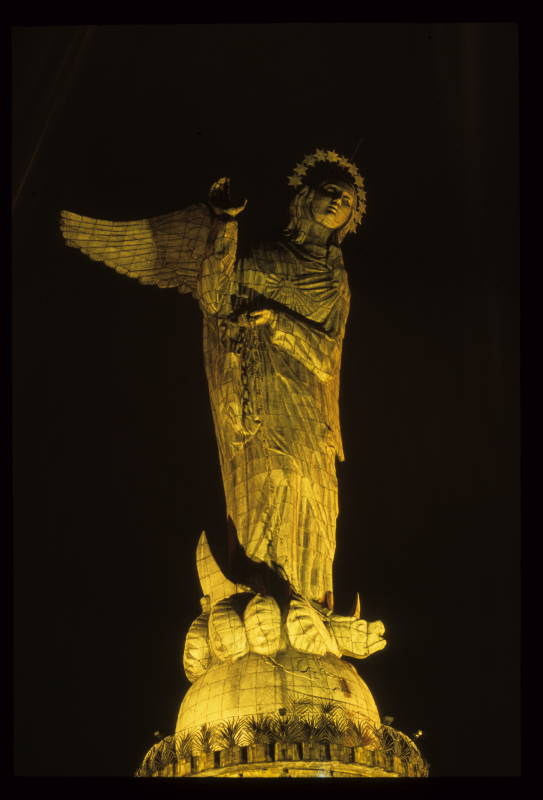
La Virgen de noche

Al instalarse la estatua de la Virgen, la milenaria colina de El Panecillo que fue tradicionalmente ligada a la cultura indígena adquirió connotaciones religiosas católicas, por lo que en las épocas de Navidad se instala un nacimiento gigante de luces y se realiza la tradicional Novena de Navidad.
Como sitio turístico, la Virgen de El Panecillo se ha convertido en uno de los principales atractivos turístico de la ciudad de Quito, de la que se puede obtener una privilegiada vista de 180 grados desde sus miradores. Las fotografías al pie del monumento es una de los recuerdos más populares que se llevan los turistas nacionales y extranjeros.
El presidente de la República Guillermo Lasso estando en campaña, ofreció girar la estatua para que su frente mire al sur. 
La película ecuatoriana A tus espaldas (2011), utilizó la iconografía del monumento para sus carteles promocionales, aunque representados por la espalda descubierta de una mujer que simula ser la virgen dando la espalda al sur de la ciudad, donde se desarrolla la historia. De igual manera la película Prueba de vida (2000), con Russell Crowe y Meg Ryan, utilizan una toma aérea de este monumento para cerrar los créditos. Las camisetas de la empresa ecuatoriana Maqueño la ha utilizado en sus diseños.